# Ruske, Bilohirsk
Ruske (în ucraineană Руське) este un sat în comuna Bahate din raionul Bilohirsk, Republica Autonomă Crimeea, Ucraina.

## Demografie
Componența lingvistică a localității Ruske
     Tătară crimeeană (52,04%)
     Rusă (41,33%)
     Ucraineană (6,63%)
Conform recensământului din 2001, majoritatea populației localității Ruske era vorbitoare de tătară crimeeană (52,04%), existând în minoritate și vorbitori de rusă (41,33%) și ucraineană (6,63%).